# (5457) Queen's
(5457) Queen's es un asteroide perteneciente al cinturón de asteroides descubierto el 9 de octubre de 1980 por Carolyn Shoemaker desde el Observatorio del Monte Palomar, Estados Unidos.

## Designación y nombre
Designado provisionalmente como 1980 TW5. Fue nombrado Queen's Nombrado en honor a la Queen's University en Kingston, Ontario. Fundada por Royal Charter en 1841, sus primeras clases se llevaron a cabo la primavera siguiente. En más de 150 años, Queen's ha evolucionado hasta convertirse en una de las universidades más sólidas de Canadá en muchos campos. El hogar de A. Vibert Douglas, uno de los astrónomos pioneros de Canadá, Queen's ha tenido una larga tradición de apoyo a grupos astronómicos profesionales y aficionados.

## Características orbitales
Queen's está situado a una distancia media del Sol de 3,073 ua, pudiendo alejarse hasta 3,147 ua y acercarse hasta 3,000 ua. Su excentricidad es 0,024 y la inclinación orbital 3,938 grados. Emplea 1968,53 días en completar una órbita alrededor del Sol.

## Características físicas
La magnitud absoluta de Queen's es 12,1. Tiene 20,553 km de diámetro y su albedo se estima en 0,048. 